# Heliodor (filòsof)
Heliodor , en llatí Heliodoros, en grec antic Ἡλιόδωρος, fou un filòsof estoic grec que durant el regnat de Neró es va convertir en un dels famosos delatores. Entre les seves víctimes hi havia el seu propi deixeble Licini Silani. Va rebre els atacs de Juvenal a la Sàtira primera.